# Franc burundais
Pour les articles homonymes, voir Franc.
 (décembre 2023).
Si vous disposez d'ouvrages ou d'articles de référence ou si vous connaissez des sites web de qualité traitant du thème abordé ici, merci de compléter l'article en donnant les références utiles à sa vérifiabilité et en les liant à la section « Notes et références ».

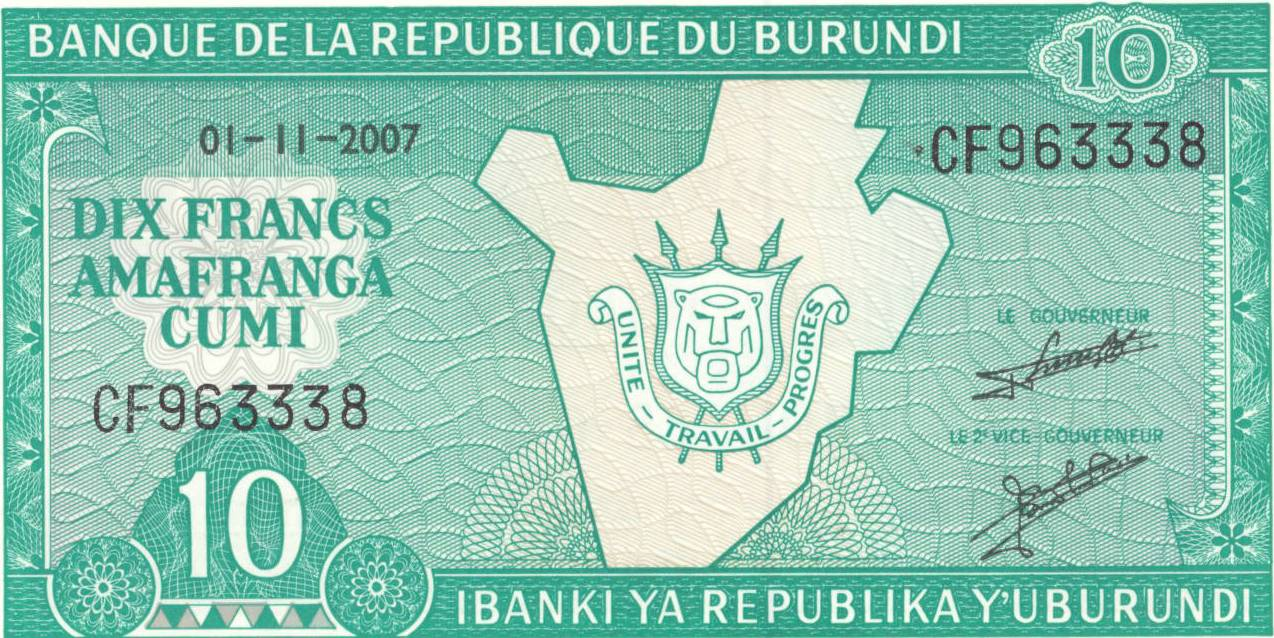
billet de 10 franc burundais

Le franc burundais est la devise officielle du Burundi depuis 1964.

## Histoire
En 1960, le Congo belge prit son indépendance et le Ruanda-Urundi fut la dernière possession belge en Afrique et une nouvelle monnaie fut alors émise, le franc du Ruanda-Urundi, qui dura jusqu'en 1964, deux ans après l'indépendance respective du Burundi et du Rwanda en 1962. La monnaie fut alors remplacée par le franc rwandais au Rwanda et le franc burundais au Burundi.

## Devise de la monnaie
Il est divisé en 100 centimes, bien qu'aucune pièce ni aucun billet n'aient jamais été émis en centimes de franc burundais.

## Taux de change
Le taux de change du franc burundais était à peu près de 1 euro pour 2 000 francs burundais en août 2017, et de 1 USD pour environ 1 737 BIF (soit le double par rapport à 2006, sachant que l'inflation est proche de 6 % en 2016).